# Vieillissement du vin

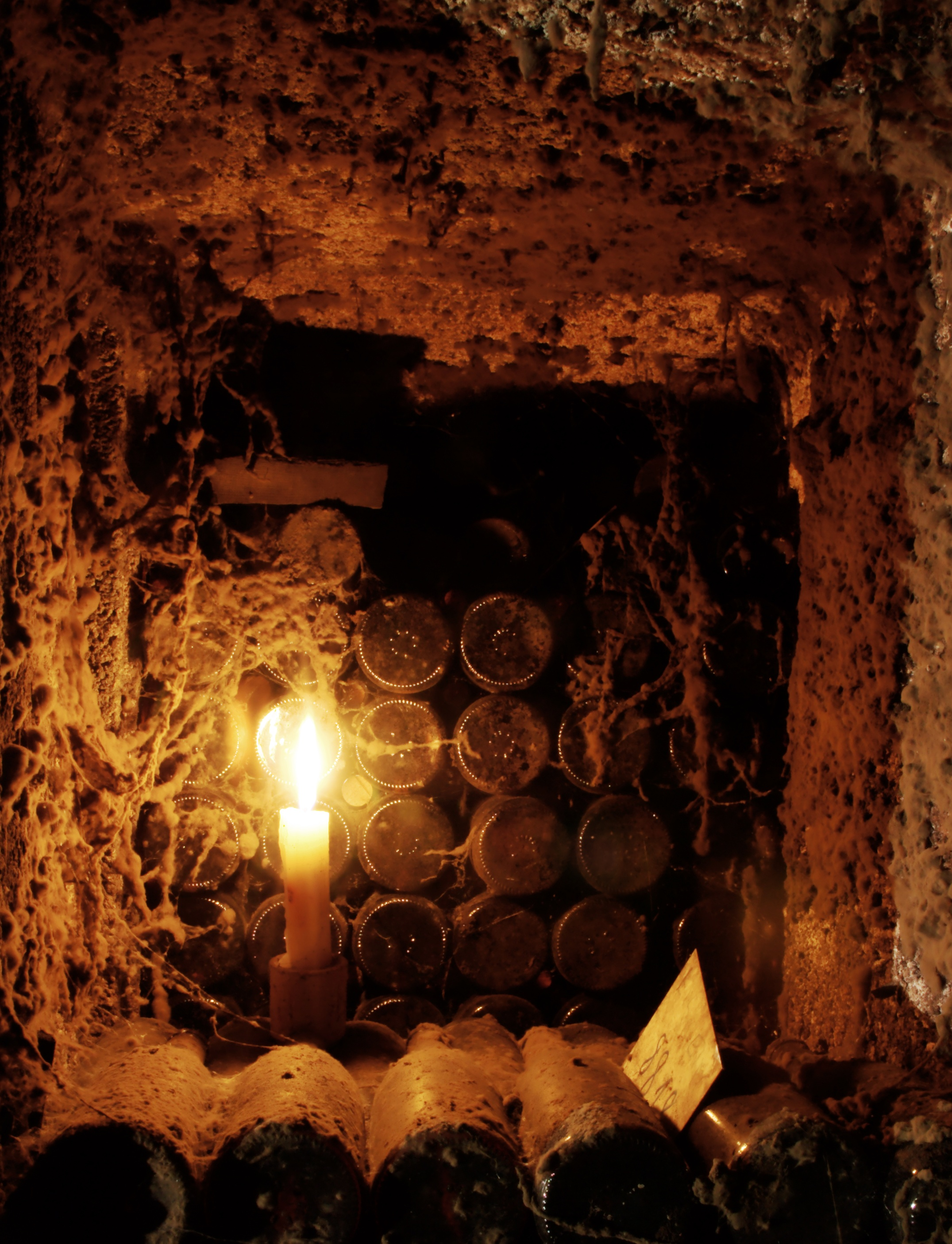
Bouteilles de vin en cave souterraine

Le vieillissement du vin peut améliorer la qualité du vin. Cela distingue le vin de la plupart des autres biens consommables. Alors que le vin est périssable et capable de se détériorer, des réactions chimiques complexes impliquant les sucres, les acides et les composés phénoliques (comme les tanins) peuvent altérer l’arôme, la couleur, la sensation en bouche et le goût du vin. La capacité d’un vin à vieillir est influencée par de nombreux facteurs, y compris le cépage, le millésime, les pratiques viticoles, la région viticole et la vinification. Les conditions dans lesquelles le vin est conservé après la mise en bouteille peut également influencer le vieillissement du vin et nécessiter un temps et un investissement financier important,. La qualité d'un vin âgé varie considérablement d'une bouteille à l'autre, en fonction des conditions dans lesquelles il a été stocké, de l'état de la bouteille et du liège. Il y a une mystique importante autour du vieillissement du vin, car sa chimie n'est pas connue et les vieux vins sont souvent vendus à des prix extraordinaires. Cependant, la plupart des vins ne sont pas vieillis et même le vin vieilli est rarement vieilli longtemps; On estime que 90% du vin est destiné à être consommé dans l'année suivant la production et 99% du vin dans les cinq ans.

## Histoire

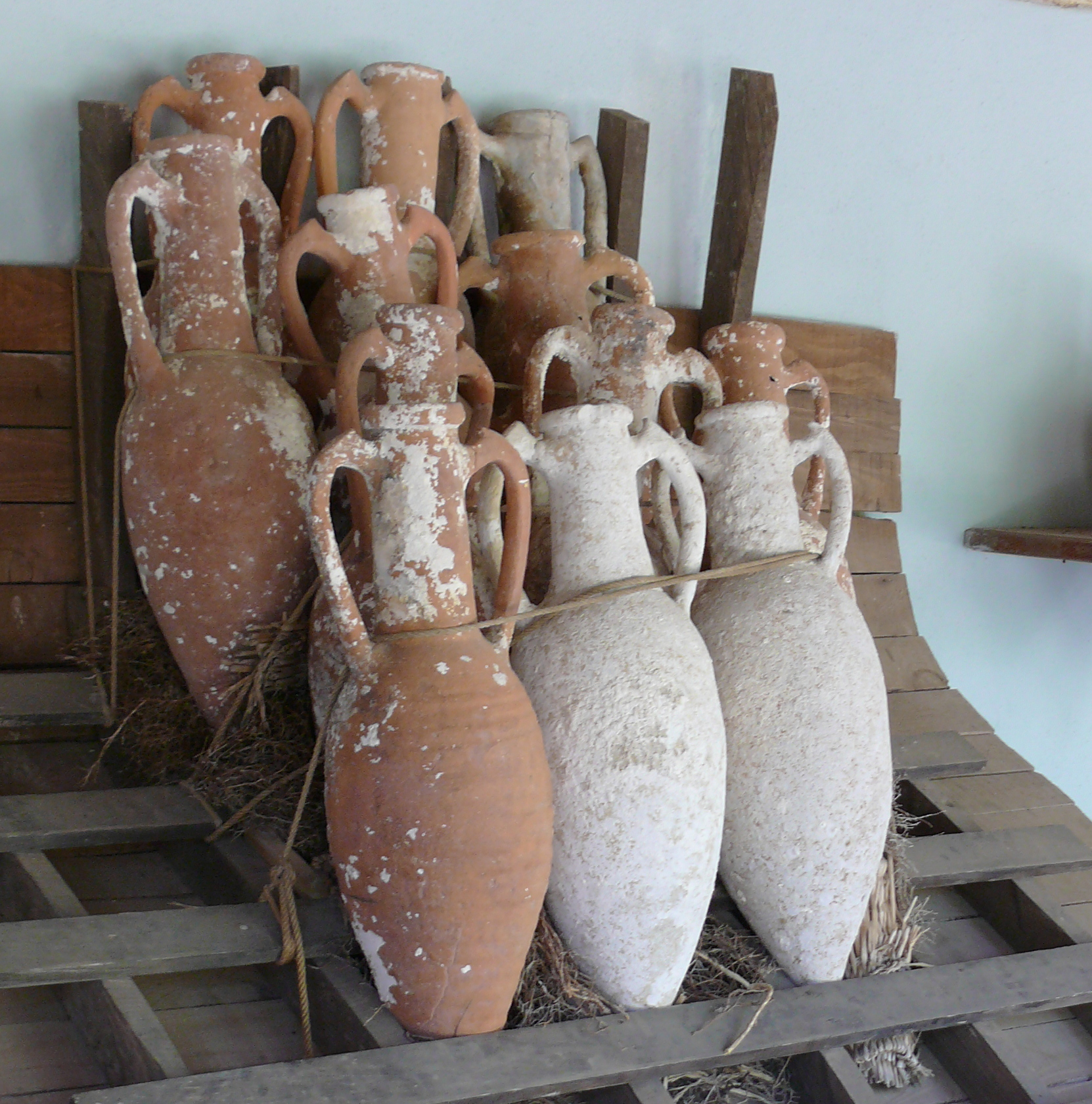
Au cours de l'antiquité, de telles amphores ont été utilisées pour stocker le vin et le scellement de la cire a rendu possible son vieillissement.

Les anciens Grecs et Romains étaient conscients du potentiel des vins vieillis. En Grèce, les premiers exemples de « vins de paille » étaient connus pour leur capacité à vieillir en raison de leur forte teneur en sucre. Ces vins ont été stockés dans des amphores en terre cuite scellées et conservés pendant de nombreuses années. À Rome, les vins les plus recherchés - Falerne et Surrentine - étaient appréciés pour leur capacité à vieillir pendant des décennies. Dans l'Evangile de Luc, il est noté que le « vieux vin » était apprécié par rapport au « nouveau vin » (Luc 5:39). Le médecin grec Claude Galien a écrit que le « goût » du vin vieilli était souhaitable et que cela pouvait être accompli en chauffant ou en fumant le vin, bien que, de l'avis de Galien, ces vins vieillis artificiellement n'étaient pas aussi sains à consommer que les vins vieillis naturellement.

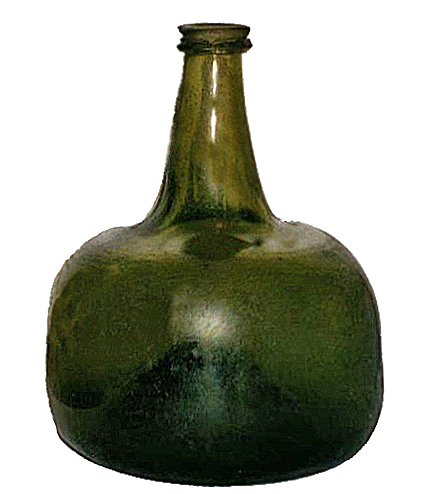
Les bouteilles avec bouchon ont réinventé le processus de vieillissement du vin.

Après la chute de l'Empire romain, l'appréciation du vin âgé était pratiquement inexistante. La plupart des vins produits en Europe du Nord étaient légers, pâles et peu alcoolisés. Ces vins n'avaient pas beaucoup de potentiel de vieillissement et duraient à peine quelques mois avant de se dégrader rapidement en vinaigre. Plus un vin était vieux, moins cher était son prix, car les marchands cherchaient à se débarrasser du vin vieillissant. Au XVIe siècle, des vins plus sucrés et plus alcoolisés (comme le Malmsey et le Sack) étaient produits en Méditerranée et attiraient l'attention sur leur capacité de vieillissement. De même, le Riesling d'Allemagne avec la combinaison de l'acidité et du sucre démontre également sa capacité à vieillir. Au XVIIe siècle, deux innovations ont radicalement changé la vision de l'industrie du vin sur le vieillissement. L'un était le développement du bouchon et de la bouteille, ce qui a permis aux producteurs de conditionner et de stocker le vin dans un environnement pratiquement étanche. Le second était la popularité croissante des vins fortifiés tels que le porto, le madère et les xérès. L'alcool ajouté a été trouvé comme agent de conservation, permettant aux vins de survivre à de longs voyages en mer vers l'Angleterre, les Amériques et les Indes orientales. Les Anglais, en particulier, appréciaient de plus en plus les vins vieillis comme le Porto et le Claret de Bordeaux. La demande de vins affinés a eu un effet marqué sur le commerce du vin. Pour les producteurs, le coût et l’espace de stockage des tonneaux ou des bouteilles de vin étaient prohibitifs. Une classe de commerçants a donc mis au point des entrepôts et des moyens financiers pour faciliter le vieillissement des vins pendant une plus longue période. Dans des régions comme Bordeaux, Porto et la Bourgogne, cette situation a considérablement accru l'équilibre des forces envers les classes marchandes.

## Potentiel de vieillissement

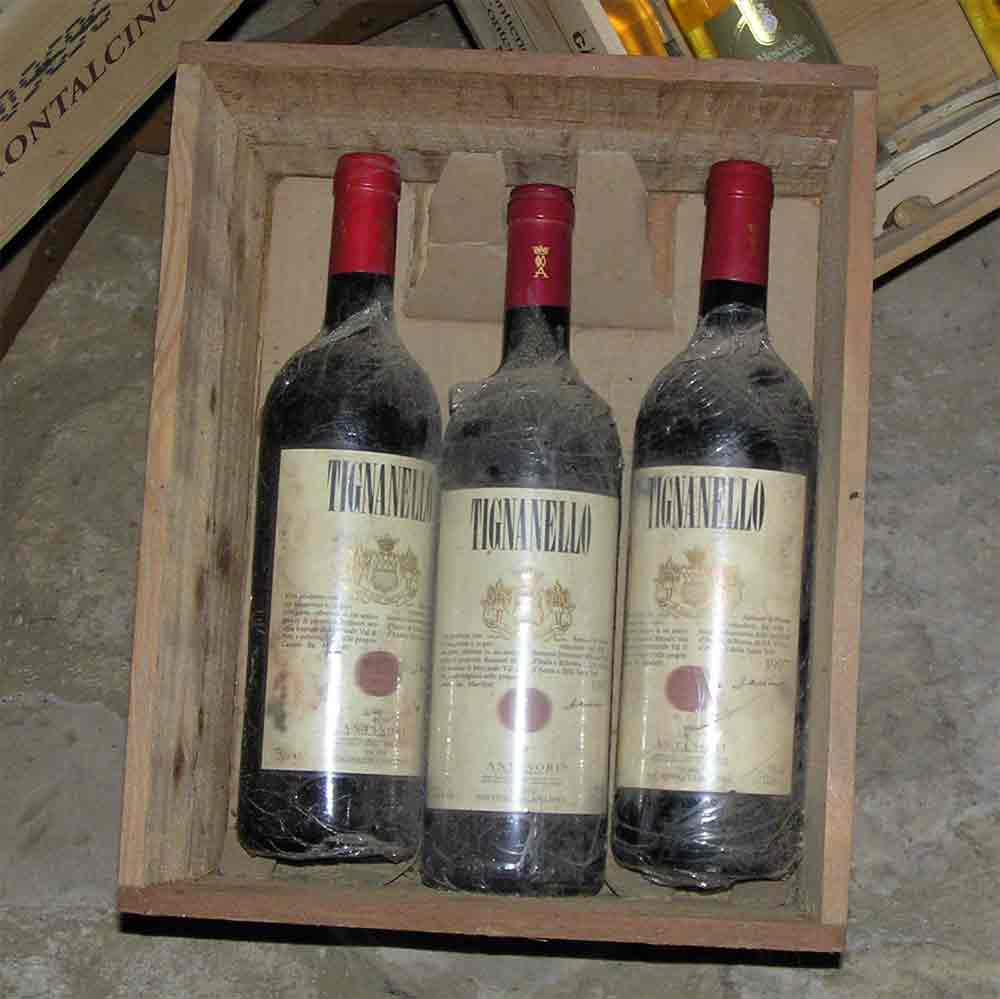
Le vin italien Tignanello est un assemblage de sangiovese, de cabernet sauvignon et de cabernet franc, variétés qui ont généralement un potentiel de vieillissement.

Il y a une idée fausse répandue que le vin s'améliore toujours avec l'âge ou que le vin s'améliore avec le vieillissement prolongé, ou que le potentiel de vieillissement est un indicateur de bon vin. Certaines autorités déclarent que plus de vin est consommé trop vieux que trop jeune. Le vieillissement change le vin, mais ne l’améliore pas ou ne l’aggrave pas catégoriquement. Le fruité se détériore rapidement, diminuant nettement après seulement 6 mois en bouteille. En raison du coût du stockage, il n'est pas économique de vieillir des vins bon marché, mais de nombreuses variétés de vin ne bénéficient pas du vieillissement, quelle que soit leur qualité. Les experts varient en chiffres précis, mais indiquent généralement que seulement 5 à 10% du vin s'améliorent après 1 an et que 1% seulement s'améliore après 5 à 10 ans,.
En général, les vins à faible pH (comme le pinot noir et le sangiovese) ont une plus grande capacité de vieillissement. Avec les vins rouges, un niveau élevé de composés aromatiques, tels que les composés phénoliques (notamment les tanins), augmentera la probabilité de vieillissement d'un vin. Les vins à forte teneur en phénols comprennent le cabernet sauvignon, le nebbiolo et le syrah. Les vins blancs ayant le plus long potentiel de vieillissement ont tendance à être ceux ont une forte concentration et de l'acidité. L'acidité des vins blancs, agissant comme conservateur, joue un rôle similaire à celui des tanins dans les vins rouges. Le processus de fabrication des vins blancs, qui comprend peu ou pas de contact avec la peau, signifie que les vins blancs contiennent beaucoup moins de composés phénoliques, bien que la fermentation en barrique et le vieillissement en fut de chêne puissent donner des phénols. De même, le contact cutané minimal avec le vin rosé limite leur potentiel de vieillissement,,.
Après vieillissement à la cave la plupart des Portos vieilli en fut, xérès, vins doux naturels, vins de liqueur, les vins de glace de base et les vins mousseux sont mis en bouteille lorsque le producteur sent qu'ils sont prêts à être consommés. Ces vins sont prêts à boire à leur sortie et ne bénéficieront pas beaucoup du vieillissement. Les Porto Vintage et autres Porto et Xérès vieillis en bouteille bénéficieront d'un vieillissement supplémentaire.
Le champagne et autres vins mousseux sont rarement vieillis et n'ont souvent pas de millésime (non millésimé, NV), mais le champagne millésimé peut être vieilli. Le champagne vieilli a toujours été une appellation particulièrement apprécié des britanniques et a donc été appelé « le goût anglais », bien que ce terme fasse également référence à la douceur du champagne. En principe, le champagne a un potentiel de vieillissement dû à l'acidité et le champagne vieilli a gagné en popularité aux États-Unis depuis le millésime 1996. Quelques vignerons français ont préconisé le vieillissement du champagne, notamment René Collard (1921–2009). En 2009, une bouteille de Perrier-Jouët de 184 ans a été ouverte et goûtée, était encore buvable, et avait des notes de « truffes et caramel », selon les experts.

### Peu ou pas de potentiel de vieillissement
Une préconisation fournie par Jancis Robinson, Master of Wine.
- Les Qualitätswein bestimmter Anbaugebiete (QbA) allemands
- Asti et Moscato Spumante
- Vins rosés (et blush wines) comme le Zinfandel Blanc
- Des vins de marque comme Yellow Tail, Mouton Cadet, etc.
- Vin de table européen
- Vin de pichet américaine et vin en cubi
- Cépages peu coûteux (à l'exception éventuelle du Cabernet Sauvignon)
- La majorité des vins de pays
- Tous les vins primeurs
- Vermouth
- Xérès de base
- Portos tawny
- Vins élaborés principalement à partir de jus de raisin concentré[10]

### Bon potentiel de vieillissement
Jancis Robinson fournit les conseils généraux suivants sur le vieillissement des vins. Notez que le millésime, la région viticole et le style de vinification peuvent influencer le potentiel de vieillissement du vin. Les recommandations de Robinson sont donc des estimations générales pour les exemples les plus courants de ces vins.
- Vins Botrytisés (5-25 ans)
- Chardonnay (2–6 ans)
- Riesling (2–30 ans)
- Furmint hongrois (3–25 ans)
- Chenin blanc de la Vallée de la Loire (4-30 ans)
- Sémillon de la vallée Hunter (6-15 ans)
- Cabernet Sauvignon (4–20 ans)
- Merlot (2–10 ans)
- Nebbiolo (4–20 ans)
- Pinot noir (2–8 ans)
- Sangiovese (2–8 ans)
- Syrah (4–16 ans)
- Zinfandel (2–6 ans)
- Bordeaux classés (8-25 ans)
- Grand Cru de Bourgogne (8-25 ans)
- Aglianico de Taurasi (4–15 ans)
- Baga de Bairrada (4–8 ans)
- Kadarka hongrois (3–7 ans)
- Melnik Bulgare (3–7 ans)
- Plavac Mali Croate(4-8 ans)
- Saperavi géorgien (3–10 ans)
- Tannat de Madiran (4–12 ans)
- Tempranillo espagnol (2-8 ans)
- Xinomavro grecque (4-10 ans)
- Porto vintage (20 à 50 ans)[11]

## Facteurs et influences

### Constituants du vin
La proportion de sucres, d'acides et de composés phénoliques dans l'eau est un facteur clé pour déterminer si un vin peut vieillir. Moins il y a d'eau dans les raisins avant la récolte, plus il y a de chances que le vin résultant ait un certain potentiel de vieillissement. Le cépage, le climat, les millésimes et les pratiques viticoles entrent en jeu ici. Les cépages avec des peaux plus épaisses, provenant d'une saison de croissance sèche où peu d'irrigation a été utilisée et dont les rendements ont été maintenus faibles, auront moins d'eau et un ratio plus élevé de sucre, d'acides et de composés phénoliques. Le processus de fabrication des vins de glace, où l'eau est enlevée du raisin pendant le pressage des cristaux de glace congelés ont un effet similaire: ils diminuent la quantité d’eau et augmentent le potentiel de vieillissement,.
En vinification, la durée de la macération ou du contact avec la peau influencera la quantité de composés phénoliques libérés par les peaux dans le vin. Les tanins pigmentés, les anthocyanes, les colloïdes, les polysaccharides et les protéines de tanins influent non seulement la couleur résultante du vin, mais agissent également comme conservateurs. Pendant la fermentation, l'ajustement des niveaux d'acide d'un vin peut être effectué avec des vins ayant un pH plus faible et ayant un potentiel de vieillissement supérieur. L'exposition au chêne pendant la fermentation ou après (pendant le vieillissement en barrique) introduira davantage de composés phénoliques dans les vins. Avant la mise en bouteille, le collage excessif ou la filtration du vin pourrait dépouiller le vin de certains solides phénoliques et diminuer la capacité d'un vin à vieillir,.

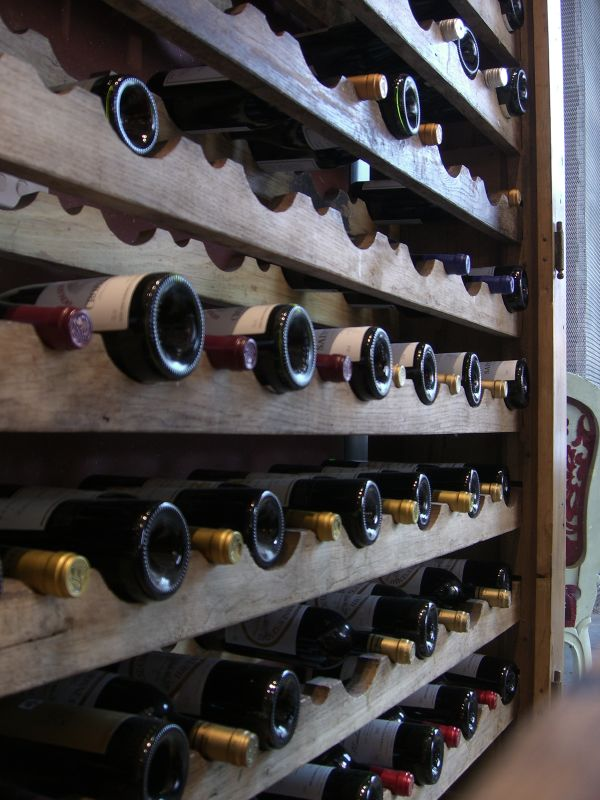
Les conditions de stockage peuvent influencer la capacité de vieillissement du vin.

### Facteurs de stockage
Les conditions de conservation du vin en bouteille influenceront le vieillissement du vin. Les vibrations et les fluctuations de chaleur peuvent accélérer la détérioration du vin et avoir des effets néfastes sur les vins. En général, un vin a un plus grand potentiel pour développer de la complexité et un bouquet plus aromatique si on le laisse vieillir lentement dans un environnement relativement frais. Plus la température est basse, plus le vin se développe lentement. En moyenne, le taux de réactions chimiques dans le vin double avec chaque augmentation de température de 8 °C. Karen MacNeil, experte en vin, recommande de conserver le vin dans un endroit frais, à une température constante d’environ 13 °C. Le vin peut être stocké à des températures jusqu'à 20 °C sans effet négatif à long terme. Le professeur Cornelius Ough du Université de Californie de Davis estime que le vin pourrait être exposé à des températures pouvant atteindre 49 °C pendant quelques heures et ne pas être endommagé. Cependant, la plupart des experts estiment que des fluctuations de température extrêmes (telles que le transfert répété d'un vin d'une pièce chaude à un réfrigérateur froid) seraient préjudiciables au vin. Les rayons ultraviolets de la lumière directe du soleil doivent également être évités en raison des radicaux libres qui peuvent se développer dans le vin et entraîner une oxydation prématurée,.
Les vins embouteillés dans des bouteilles de grand format, telles que les magnums et les jeroboams de 3 litres, semblent vieillir plus lentement que les vins embouteillés dans des bouteilles de 750 ml ou des demi-bouteilles. Cela peut être dû à la plus grande proportion d'oxygène exposée au vin pendant le processus d'embouteillage. L'avènement de nouveau type de bouchons en remplacement de ceux en liège, tels que les bouchons à vis et les bouchons en liège, a ouvert la voie à de récentes discussions sur le potentiel de vieillissement des vins bouchés avec ces bouchons alternatifs. Actuellement, il n'y a pas de résultats concluants et le sujet fait l'objet de recherches en cours,.

### Facteurs d'embouteillage

#### Choc de la bouteille
L'un des besoins à court terme du vin en matière de vieillissement est une période où le vin est considéré comme « malade » en raison du traumatisme et de la volatilité de son expérience. Lors de la mise en bouteille, le vin est exposé à de l'oxygène, ce qui provoque un effet domino de réactions chimiques avec divers composants du vin. Le temps qu'il faut au vin pour se calmer et que l'oxygène se dissolve complètement et s'intègre au vin est considéré comme une période de « choc de la bouteille ». Pendant ce temps, le vin pourrait avoir un goût radicalement différent de ce qu'il était avant la mise en bouteille ou de son goût après le « repos » du vin. Alors que de nombreuses lignes d'embouteillage modernes essaient de traiter le vin le plus délicatement possible et utilisent des gaz inertes pour minimiser la quantité d'exposition à l'oxygène, tous les vins traverse une période de choc. La durée de cette période variera différemment pour chaque vin,.

#### Gout de bouchon
Le transfert des arômes dans le liège utilisé pour mettre un vin en bouteille pendant un vieillissement prolongé peut nuire à la qualité de la bouteille. La formation de l'odeur de liège est un processus complexe qui peut résulter d'un large éventail de facteurs allant des conditions de croissance du chêne-liège à la transformation du liège en bouchons ou aux moisissures poussant sur le liège lui-même,.

### Phase muette
Au cours du vieillissement, un vin peut glisser dans une « phase idiote » où ses arômes et ses saveurs sont très atténués. A Bordeaux, cette phase s’appelle l’âge ingrat ou « âge difficile » et est assimilée à un jeune traversant l’adolescence. La cause ou la durée de cette « phase idiote » ne se comprend pas encore et semble varier d'une bouteille à l'autre.

## Effets sur le vin

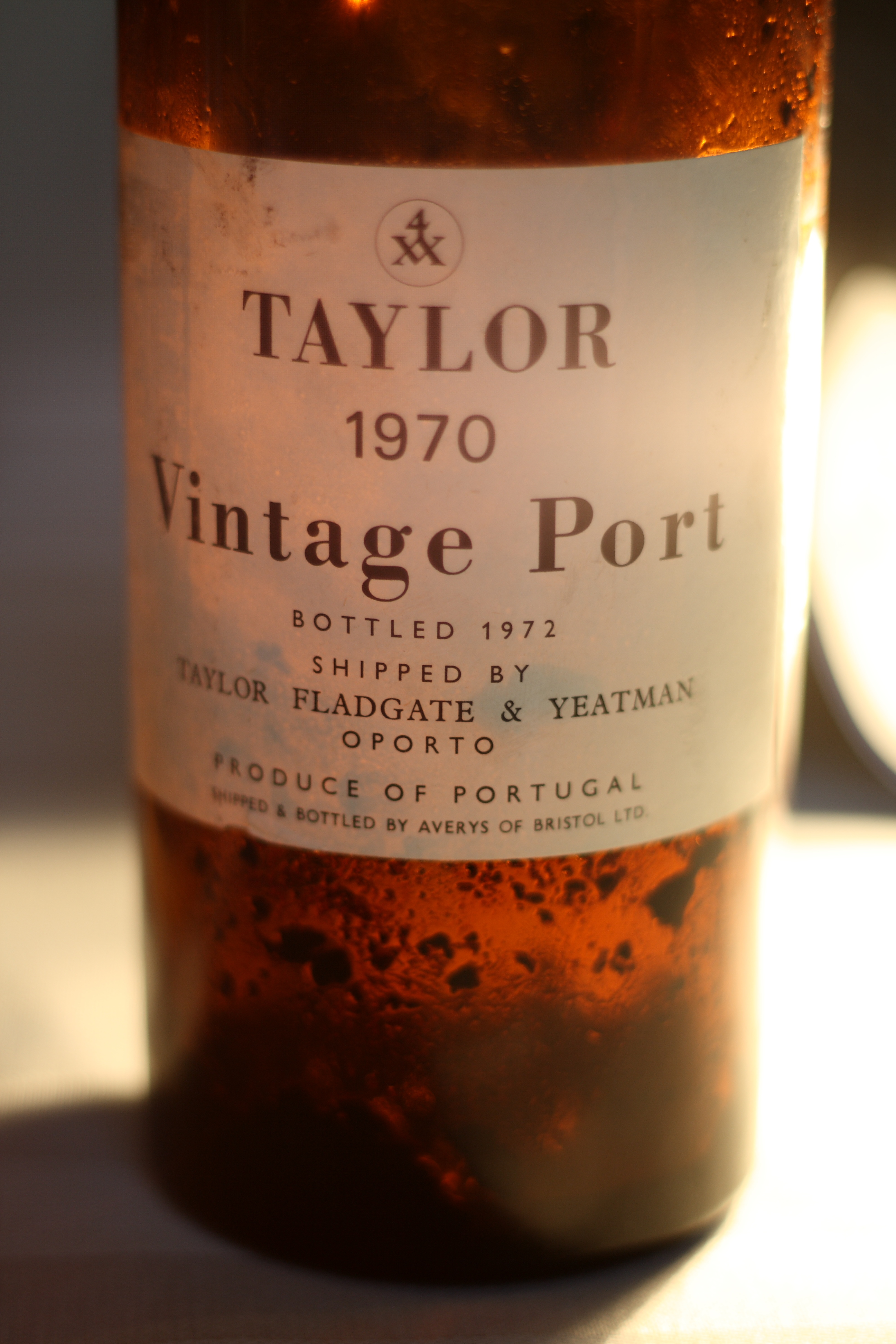
Au fur et à mesure que le Porto vieillit, les sédiments se développent dans le vin et sont souvent laissés dans la bouteille lorsque le vin est décanté.

À mesure que le vin rouge vieillit, les tanins rudes de sa jeunesse cèdent progressivement la place à une bouche plus souple. Une couleur sombre d'encre finira par perdre de sa profondeur et commencera à apparaître tuilé sur les bords, pour finalement devenir brune. Ces changements sont dus aux réactions chimiques complexes des composés phénoliques du vin. Dans les processus qui commencent pendant la fermentation et se poursuivent après la mise en bouteille, ces composés se lient et s’agrègent. Finalement, ces particules atteignent une certaine taille où elles sont trop grandes pour rester en suspension dans la solution et finissent donc par se précipiter. La présence de sédiments visibles dans une bouteille indique généralement un vin mature. Le vin résultant, avec cette perte de tanins et de pigments, aura une couleur plus pâle et un goût plus doux, moins astringent. Les sédiments, bien qu'inoffensifs, peuvent avoir un goût désagréable et sont souvent séparés du vin par décantation.
Pendant le processus de vieillissement, la perception de l'acidité d'un vin peut changer même si la quantité totale d'acidité mesurable est plus ou moins constante tout au long de la vie d'un vin. Cela est dû à l'estérification des acides, combinée aux alcools en réseau complexe pour former des esters. En plus de rendre un goût de vin moins acide, ces esters introduisent une gamme d'arômes possibles. Finalement, le vin peut vieillir à un point tel que les autres composants du vin (comme les tanins et les fruits) sont moins perceptibles, ce qui ramènera une perception accrue de l'acidité du vin. Parmi les autres processus chimiques intervenant au cours du vieillissement, il existe l'hydrolyse de précurseurs d'arômes qui se détachent des molécules de glucose et introduisent de nouvelles notes de saveur dans le vin plus âgé et les aldéhydes s'oxydent. L'interaction de certains composés phénoliques développe des arômes tertiaires différents des arômes primaires dérivés du raisin et de la fermentation,.

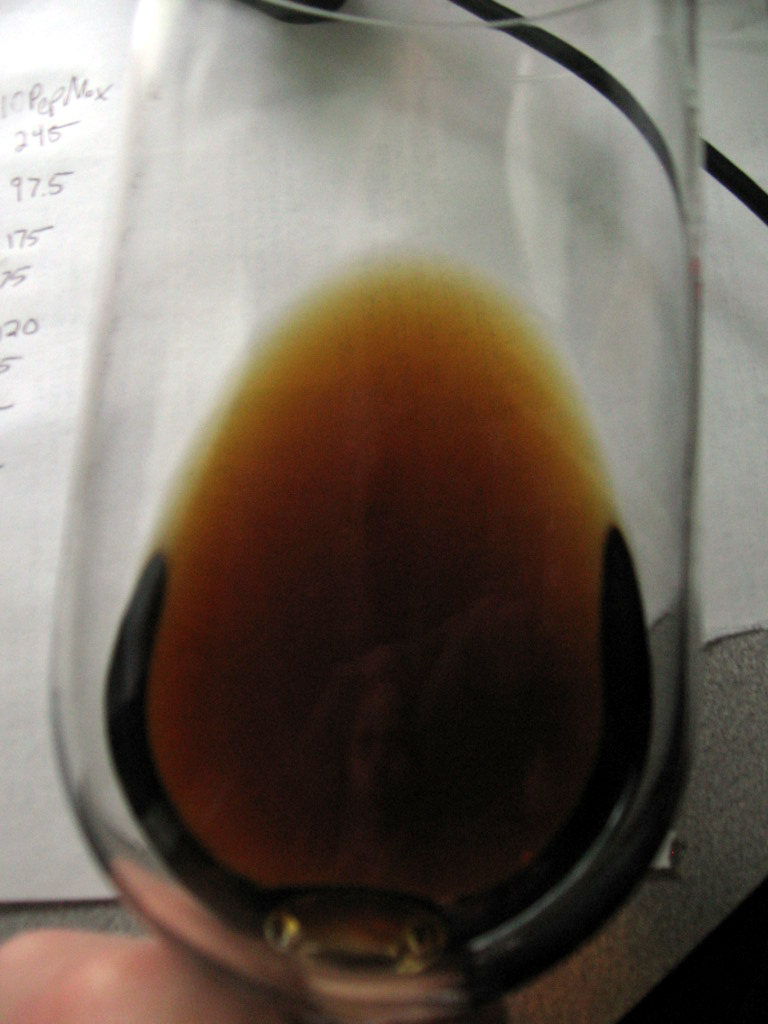
Une Malvoisie de Madeira âgée montre le changement de couleur que traversent les vins blancs en vieillissant.

Au fur et à mesure qu'un vin commence à mûrir, son bouquet deviendra plus développé et plus complexe. Alors qu'un dégustateur peut être en mesure de sélectionner plusieurs notes de fruits dans un vin jeune, un vin plus complexe aura plusieurs notes distinctes de fruits, de fleurs, de terre, minérales et de chêne. La finale persistante d'un vin s'allongera. Finalement, le vin atteindra un point de maturité, alors qu’il sera à son « sommet ». C’est à ce moment que le vin présente une complexité maximale, une sensation en bouche agréable et un assouplissement des tanins et qu’il n’a pas encore commencé à se dégrader. Le moment où cela se produira n'est pas encore prévisible et peut varier d'une bouteille à l'autre. Si un vin vieillit trop longtemps, il commencera à tomber dans la décrépitude où le fruité aura un goût creux et faible tandis que l'acidité du vin deviendra dominante.
L'estérification naturelle qui se produit dans les vins et autres boissons alcoolisées au cours du processus de vieillissement est un exemple d'estérification par catalyse acide. Au fil du temps, l'acidité de l'acide acétique et des tanins dans un vin vieillissant protonera (ajout de proton) catalytiquement d'autres acides organiques (y compris l'acide acétique lui-même), ce qui favorisera la réaction de l'éthanol en tant que nucléophile. En conséquence, l'acétate d'éthyle - l'ester d'éthanol et d'acide acétique - est l'ester le plus abondant dans les vins. D'autres combinaisons d'alcools organiques (tels que les composés contenant du phénol) et les acides organiques conduisent à une variété de différents esters dans les vins, contribuant à leurs saveurs, odeurs et goûts différentes. Bien sûr, par rapport aux conditions de l'acide sulfurique, les conditions acides dans un vin sont douces, donc le rendement est faible (souvent en dixièmes ou en centièmes de point de pourcentage en volume) et il faut des années pour que l'ester s'accumule.

## Loi de maturité de Coates
La loi de maturité de Coates est un principe utilisé dans la dégustation de vin concernant la capacité de vieillissement du vin. Développé par le Master of Wine britannique, Clive Coates, le principe stipule qu'un vin restera à sa qualité de boisson maximale (ou optimale) pendant une durée égale au temps de maturation nécessaire pour atteindre sa qualité optimale. Au cours du vieillissement d'un vin, certaines saveurs, arômes et textures apparaissent et disparaissent. Plutôt que de se développer et de disparaître à l'unisson, ces traits fonctionnent chacun sur un chemin et une ligne de temps uniques. Le principe tient compte de la subjectivité des goûts individuels car il suit la logique selon laquelle les traits positifs qui attirent un dégustateur particulier continueront à persister dans la ligne directrice du principe alors que pour un autre dégustateur, ces traits pourraient ne pas être positifs. Le spécialiste du vin Tom Stevenson a noté qu'il y a une logique dans le principe de Coates et qu'il n'a pas encore rencontré d'anomalie ou de vin qui le démystifie.

### Exemple
Un exemple du principe dans la pratique serait un vin que quelqu'un acquiert à l'âge de 9 ans, mais le trouve terne. Un an plus tard, le buveur trouve ce vin très agréable en texture, en arôme et en bouche. En vertu de la loi sur la maturité de Coates, le vin continuera à être consommé avec une maturation optimale jusqu'à ce qu'il atteigne l'âge de 20 ans, moment auquel les traits positifs perçus par le buveur commenceront à s'estomper.

## Le vieillissement artificiel
Il existe depuis longtemps des moyens artificiels pour accélérer le processus de vieillissement naturel. Dans la Rome antique, une chambre à fumée connue sous le nom de fumarium était utilisée pour améliorer la saveur du vin grâce au vieillissement artificiel. Des amphores ont été placées dans la chambre, qui a été construite sur un foyer chauffé, afin de donner une saveur de fumée dans le vin qui semblait également accentuer l'acidité. Le vin sortait parfois du fumarium avec une couleur plus pâle, tout comme le vin vieilli. Les techniques de vinification modernes tels que la micro-oxygénation peuvent avoir des effets secondaires de vieillissement artificiel du vin. Dans la production de vin de Madère et de Rancio, les vins sont délibérément exposés à des températures excessives pour accélérer la maturation du vin. Parmi les autres techniques utilisées pour vieillir artificiellement le vin (avec des résultats peu concluants sur leur efficacité), on peut citer l'agitation du vin, son exposition aux radiations, au magnétisme ou aux ultrasons. Plus récemment, des expériences de vieillissement artificiel à travers de l'électricité à haute tension ont produit des résultats supérieurs aux techniques restantes, évaluées par un panel de dégustateurs. Parmi les autres gadgets de vieillissement artificiel, on peut citer la Clef du vin, un objet métallique plongé dans le vin et censé faire vieillir le vin un an à chaque seconde de trempage. Le produit a reçu des critiques mitigées de commentateurs de vin.